# Copa Mundial de Críquet de 2011
La Copa Mundial de Críquet de 2011 fue la décima edición del torneo. Se desarrolló entre el 19 de febrero y el 2 de abril de 2011. Este torneo se desarrolló en tres sedes India, Sri Lanka y Bangladesh. Hubo un total de 49 partidos.
Participaron un total de 14 equipos, que fueron divididos en dos grupos. Los cuatro primeros de cada grupo accedían a cuartos de final, estos ocho ganadores fueron Australia, Nueva Zelanda, Sri Lanka, Pakistán, Sudáfrica, India, Inglaterra e Indias Occidentales. De los ocho clasificados a cuartos de final solamente 4 accedieron a semifinales, estos fueron India, Sri Lanka, Pakistán y Nueva Zelanda. En la final disputada en el Wankhede Stadium de la ciudad india de Mumbai se enfrentaron India contra Sri Lanka, el equipo indio ganaría por un marcador final de 277/4 - 274/6 (ventaja de seis wickets). Con esto India se consagraría campeón del mundo, alcanzando su segunda corona mundial, logro que no alcanzaba desde el Mundial de Críquet de 1983.
El equipo que gana el torneo recibiría 3 millones $ como dinero de premio y el equipo finalista recibiría un 1.5 millones $. La distribución del dinero de premio era:
- EE. UU. $250 Mil - Cada equipo que sale tras los cuartos de final (4 equipos)
- EE. UU. $500 Mil - Los equipos que terminan el torneo en los posiciones 3 y 4
- EE. UU. $1,5 millones - El equipo finalista
- EE. UU. $3,25 millones - El equipo ganador

## Países participantes
| Bandera de Australia | Bandera de Bangladés | Bandera de Canadá | Bandera de la India |
| Australia            | Bangladés            | Canadá            | India               |
| -------------------- | -------------------- | ----------------- | ------------------- |

|                     | Bandera de Inglaterra |         | Bandera de Kenia |
| Indias Occidentales | Inglaterra            | Irlanda | Kenia            |
| ------------------- | --------------------- | ------- | ---------------- |

| Bandera de Nueva Zelanda | Bandera de Pakistán | Bandera de los Países Bajos | Bandera de Sri Lanka |
| Nueva Zelanda            | Pakistán            | Países Bajos                | Sri Lanka            |
| ------------------------ | ------------------- | --------------------------- | -------------------- |

|           | Bandera de Zimbabue |
| Sudáfrica | Zimbabue            |
| --------- | ------------------- |

## Preparaciones

### Pakistán pierde el estado del antifonario
En abril de 2009, el ICC anunció que Pakistán había perdido su derecho de organizar la copa mundial de 2011 (junto con los otros países involucrado) porque de preocupaciones sobra la situación incierto de seguridad en el país, y por incidentes peligrosos como el ataque sobre el equipo de Sri Lanka en Lahore que ocurro en el mismo año. Los partidos fueron reubicados afuera de Pakistán, que finalmente quedó como co-antifonario.

## Sedes y estadios

### India
- Eden Gardens, Calcuta
- Feroz Shah Kotla, Delhi
- M. Chinnaswamy Stadium, Bangalore
- M. A. Chidambaram Stadium, Chennai
- Punjab Cricket Association Stadium, Mohali
- Sardar Patel Stadium, Ahmedabad
- Vidarbha Cricket Association Stadium, Nagpur
- Wankhede Stadium, Mumbai

### Sri Lanka
- Mahinda Rajapaksa International Stadium, Hambantota
- Pallekele International Cricket Stadium, Kandy
- R. Premadasa Stadium, Colombo

### Bangladés
- Sher-e-Bangla Cricket Stadium, Daca
- Zahur Ahmed Chowdhury Stadium, Chittagong

## Etapa de grupos

### Grupo A
| Equipo        | Jj | G | P | E | NR | PC     | Pts |
| ------------- | -- | - | - | - | -- | ------ | --- |
| Pakistán      | 6  | 5 | 1 | 0 | 0  | +0.758 | 10  |
| Sri Lanka     | 6  | 4 | 1 | 0 | 1  | +2.582 | 9   |
| Australia     | 6  | 4 | 1 | 0 | 1  | +1.123 | 9   |
| Nueva Zelanda | 6  | 4 | 2 | 0 | 0  | +1.135 | 8   |
| Zimbabue      | 6  | 2 | 4 | 0 | 0  | +0.030 | 4   |
| Canadá        | 6  | 1 | 5 | 0 | 0  | −1.987 | 2   |
| Kenia         | 6  | 0 | 6 | 0 | 0  | −3.042 | 0   |

### Grupo B
| Equipo              | Jj | G | P | E | NR | PC     | Pts |
| ------------------- | -- | - | - | - | -- | ------ | --- |
| Sudáfrica           | 6  | 5 | 1 | 0 | 0  | +2.026 | 10  |
| India               | 6  | 4 | 1 | 1 | 0  | +0.900 | 9   |
| Inglaterra          | 6  | 3 | 2 | 1 | 0  | +0.072 | 7   |
| Indias Occidentales | 6  | 3 | 3 | 0 | 0  | +1.066 | 6   |
| Bangladés           | 6  | 3 | 3 | 0 | 0  | –1.361 | 6   |
| Irlanda             | 6  | 2 | 4 | 0 | 0  | –0.696 | 4   |
| Países Bajos        | 6  | 0 | 6 | 0 | 0  | –2.045 | 0   |

## Ronda Final
|  | Cuartos de final    | Cuartos de final |           |               | Semifinales | Semifinales |  |       | Final | Final |  |
|  |                     |                  |           |               |             |             |  |       |       |       |  |
|  |                     |                  |           |               |             |             |  |       |       |       |  |
|  | Indias Occidentales | 112              |           |               |             |             |  |       |       |       |  |
|  | Indias Occidentales | 112              |           |               |             |             |  |       |       |       |  |
|  | Pakistán            | 113/0            |           |               |             |             |  |       |       |       |  |
|  | Pakistán            | 113/0            |           | Pakistán      | 231         |             |  |       |       |       |  |
|  |                     |                  |           | Pakistán      | 231         |             |  |       |       |       |  |
|  |                     |                  | India     | 260/9         |             |             |  |       |       |       |  |
|  | Australia           | 260/6            | India     | 260/9         |             |             |  |       |       |       |  |
|  | Australia           | 260/6            |           |               |             |             |  |       |       |       |  |
|  | India               | 261/5            |           |               |             |             |  |       |       |       |  |
|  | India               | 261/5            |           |               |             |             |  | India | 277/4 |       |  |
|  |                     |                  |           |               |             |             |  | India | 277/4 |       |  |
|  |                     |                  | Sri Lanka | 274/6         |             |             |  |       |       |       |  |
|  | Nueva Zelanda       | 221/8            | Sri Lanka | 274/6         |             |             |  |       |       |       |  |
|  | Nueva Zelanda       | 221/8            |           |               |             |             |  |       |       |       |  |
|  | Sudáfrica           | 172              |           |               |             |             |  |       |       |       |  |
|  | Sudáfrica           | 172              |           | Nueva Zelanda | 217         |             |  |       |       |       |  |
|  |                     |                  |           | Nueva Zelanda | 217         |             |  |       |       |       |  |
|  |                     |                  | Sri Lanka | 220/5         |             |             |  |       |       |       |  |
|  | Inglaterra          | 229/6            | Sri Lanka | 220/5         |             |             |  |       |       |       |  |
|  | Inglaterra          | 229/6            |           |               |             |             |  |       |       |       |  |
|  | Sri Lanka           | 231/0            |           |               |             |             |  |       |       |       |  |
|  | Sri Lanka           | 231/0            |           |               |             |             |  |       |       |       |  |
|  |                     |                  |           |               |             |             |  |       |       |       |  |

## Campeón
| India                    |
| Campeón India 2.º título |

- Datos: Q911295
- Multimedia: Cricket World Cup 2011 / Q911295